# Seignosse
Seignosse (okzitanisch: Senhossa) ist eine französische Gemeinde mit 3914 Einwohnern (Stand: 1. Januar 2022) im Département Landes in der Region Nouvelle-Aquitaine. Seignosse gehört zum Arrondissement Dax und zum Kanton Marensin-Sud. Die Einwohner werden Seignossais genannt.

## Geographie
Seignosse liegt als Gemeinde an der Silberküste zum Atlantik. Der Ortsteil mit dem Strand heißt Seignosse Océan (früher: Le Penon). Der eigentliche Ort Seignosse liegt etwas weiter im Landesinneren und wird zur Unterscheidung auch als Seignosse Bourg bezeichnet. Am nordöstlichen Rand der Gemeinde liegt der Weiße See (Étang blanc). Der Schwarze See (Étang noir) liegt inmitten eines Naturschutzgebiets unmittelbar nördlich des Ortes. Umgeben wird Seignosse von den Nachbargemeinden Soustons im Norden, Tosse im Osten, Saubion im Südosten, Angresse im Süden sowie Soorts-Hossegor im Süden und Südwesten.

## Bevölkerungsentwicklung
| Jahr           | 1962 | 1968 | 1975 | 1982 | 1990 | 1999 | 2006 | 2017 |
| -------------- | ---- | ---- | ---- | ---- | ---- | ---- | ---- | ---- |
| Einwohner      | 641  | 769  | 1003 | 1404 | 1630 | 2427 | 2779 | 3872 |
| Quellen: Insee |      |      |      |      |      |      |      |      |

## Tourismus und Freizeit

### Surfen
Seignosse ist als Surfspot sehr bekannt. Mit Biarritz und Hossegor gehört Seignosse zur Wiege des Surfsports in Frankreich (Sitz des französischen Surfvereins von 1977 bis 1984). Jedes Jahr organisieren Seignosse und Hossegor eine Etappe der Surf-Weltmeisterschaft für Profi-Surfer sowie andere zahlreiche Wettkämpfe das ganze Jahr.

### Golf
Die Gemeinde verfügt über einen Golfplatz mit 18 Löchern, der sich auf einem Areal von 70 Hektar erstreckt. Die Golfanlage wurde 1989 von dem französischen Architekten Pierre Thévenin und von dem amerikanischen Architekten Robert van Hagge entworfen. Der 18-Loch Golfparcours (Par 72 bei 6124 m) mit Wasserhindernissen wurde von englischen Experten zum besten Golfplatz Frankreichs gewählt. Er liegt in einem sanft hügeligen Gelände, das mit Pinien und Korkeichen bepflanzt ist.

### Aquapark
Seignosse besitzt einen Aquapark : Atlantic Park. Es gibt 2800 m² beheizte Beckenfläche mit mehrbahnigen Rutschen verschiedener Art und einer 9 m hohen Superkamikaze-Rutsche. Es gibt auch Whirlpools, mehrere 25 m Becken und eine Gegenstromanlage, sowie Planschbecken mit Mini-Rutschen für die Kinder.

### Naturschutzgebiet Étang Noir
Ein Holzsteg führt in die typische, dichte Pflanzenwelt der feuchten "landes", in der viele kleine geschützte Tiere leben. Am Stegende befindet sich der See Étang Noir. Im Sommer werden Führungen angeboten. Ein Dokumentationshäuschen bietet umfassende pädagogische Informationen über die Fauna und die Flora dieses Gebietes.

### Étang Blanc
Der See Étang Blanc befindet sich in einem Naturgebiet mit Pinien und Korkeichen und bietet Angel- und Rudermöglichkeiten. 

### Seignosse zu Fuß oder mit dem Rad
Die Gemeinde bietet 40 Kilometer ausgeschilderte Waldwege. Seignosse verfügt über 20 Kilometer Radwege, darunter die sogenannte La Vélodyssée, eine Route, die längs der Atlantikküste von der Bretagne bis zum Baskenland führt.

## Wirtschaft
Holzverarbeitung und Tourismus sind die Hauptwirtschaftszweige.

## Sehenswürdigkeiten und lokale Identität
- Die Kirche Saint-André in Seignosse Bourg ist auf dem Fundament der Kirche des 13. Jahrhunderts errichtet und dem Schutzpatron von Seignosse gewidmet. Ein Teil der Kirche wurde während der Französischen Revolution zerstört. Die Kirche ist hauptsächlich aus Stein gebaut, wobei der gotische Glockenturm aus einem "Stein aus Angoulême" errichtet wurde. Die Glocke diente früher als Feuerglocke.
- Kirche Saint-Thérèse in Penon, 1973 errichtet
- Waschhaus (Lavoir")
- Fronton (Pelotaspielplatz)
- Veranstaltungssaal Les Bourdaines mit 2500 Plätzen

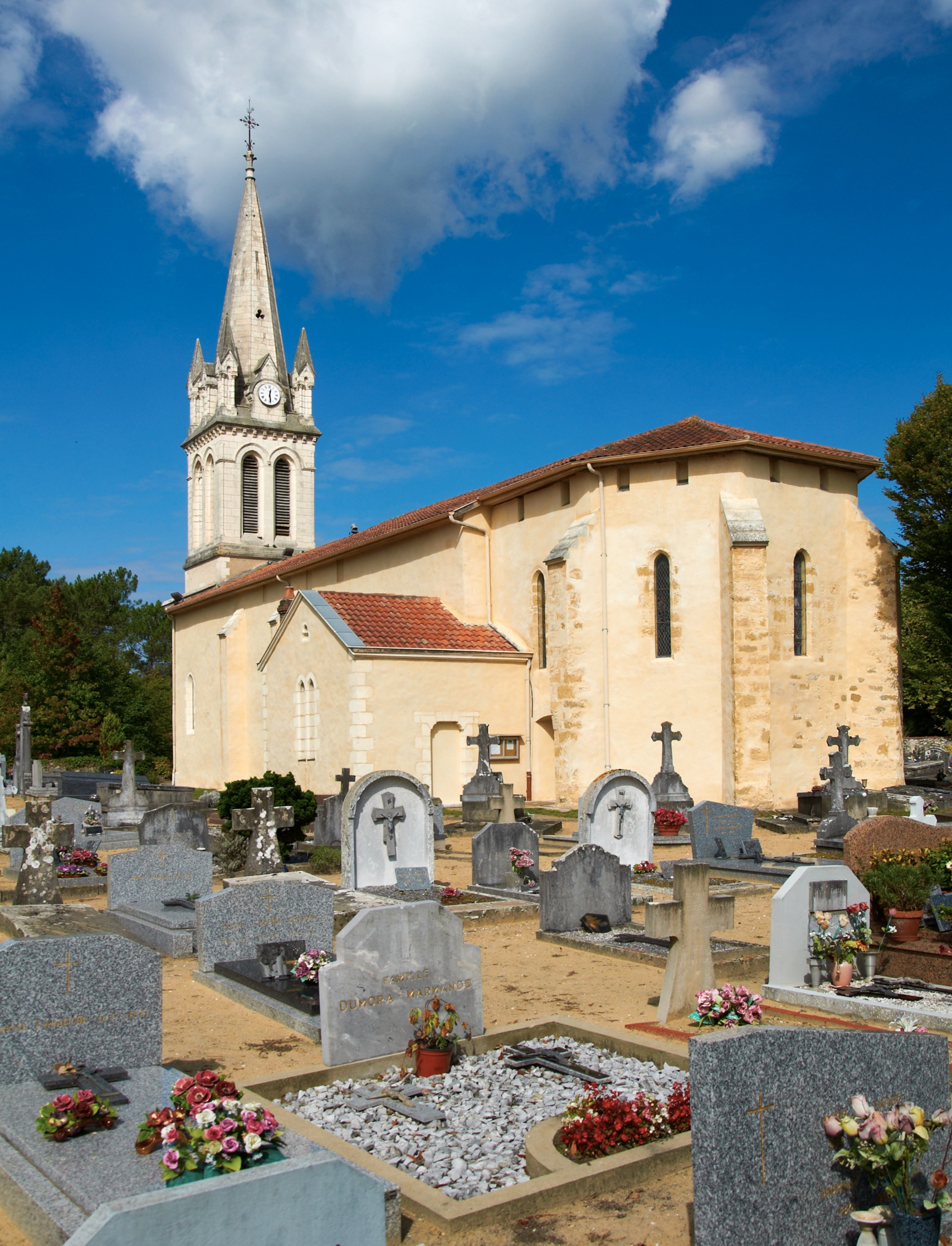
Kirche Saint-André
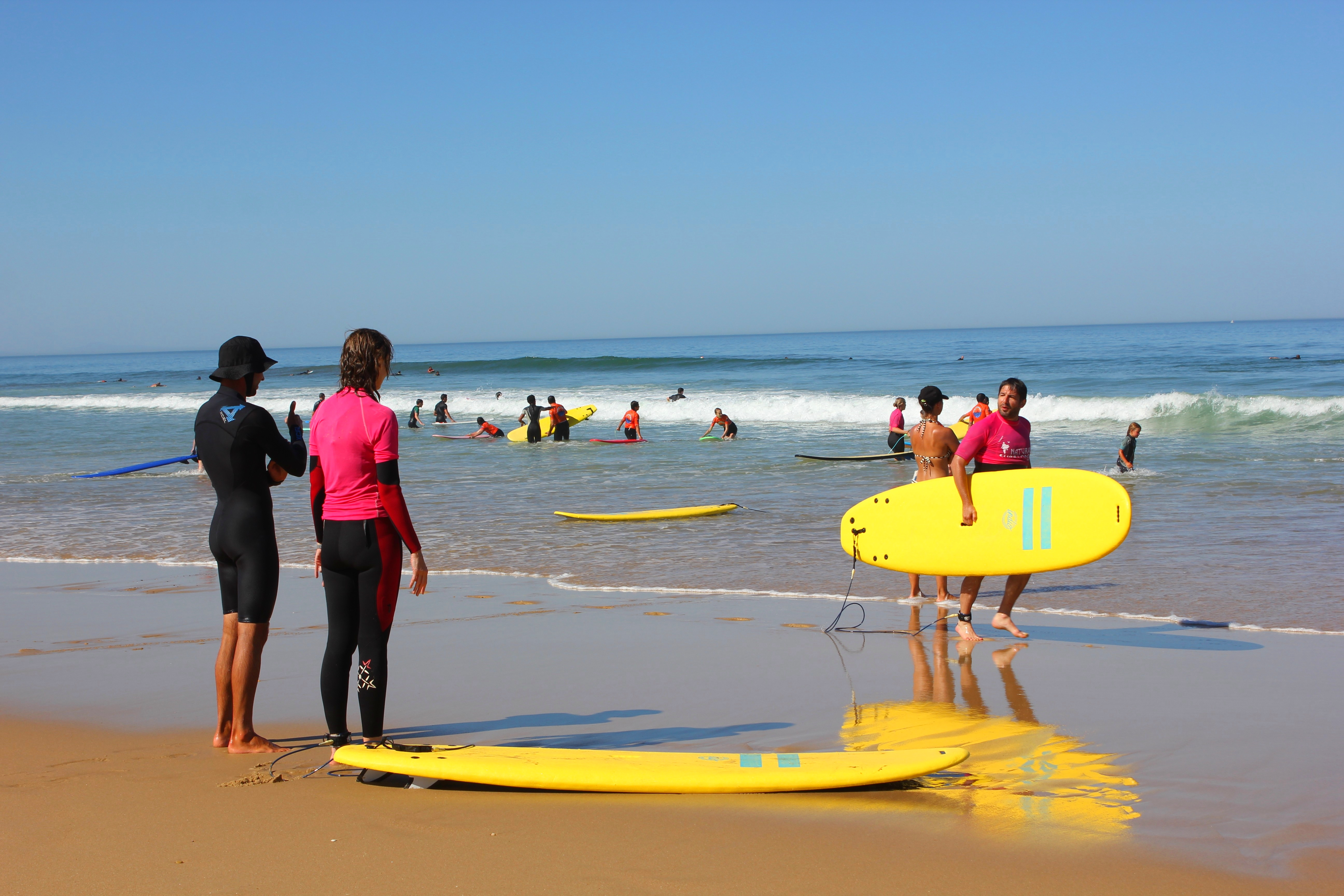
Surfschule
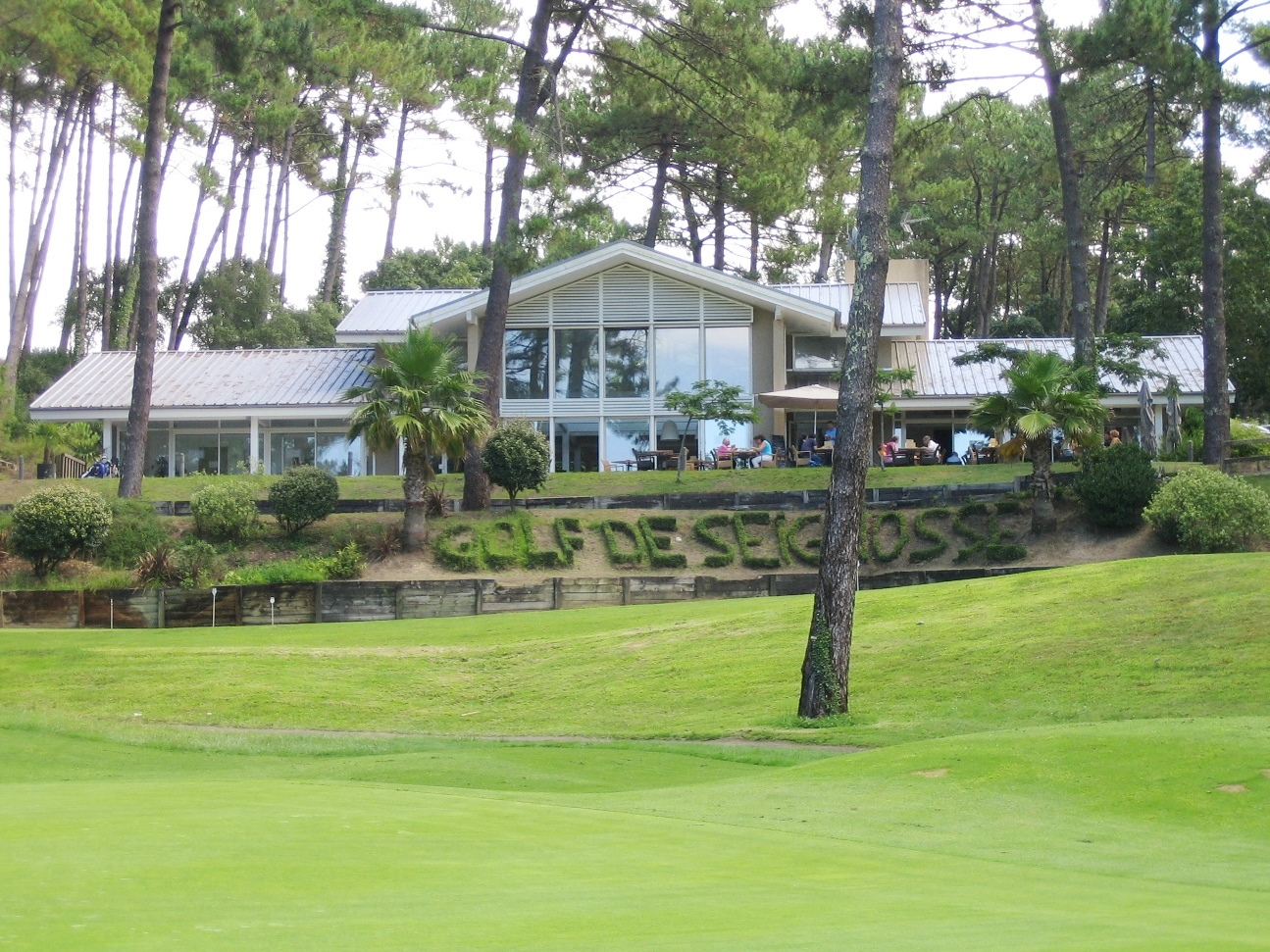
Golfplatz
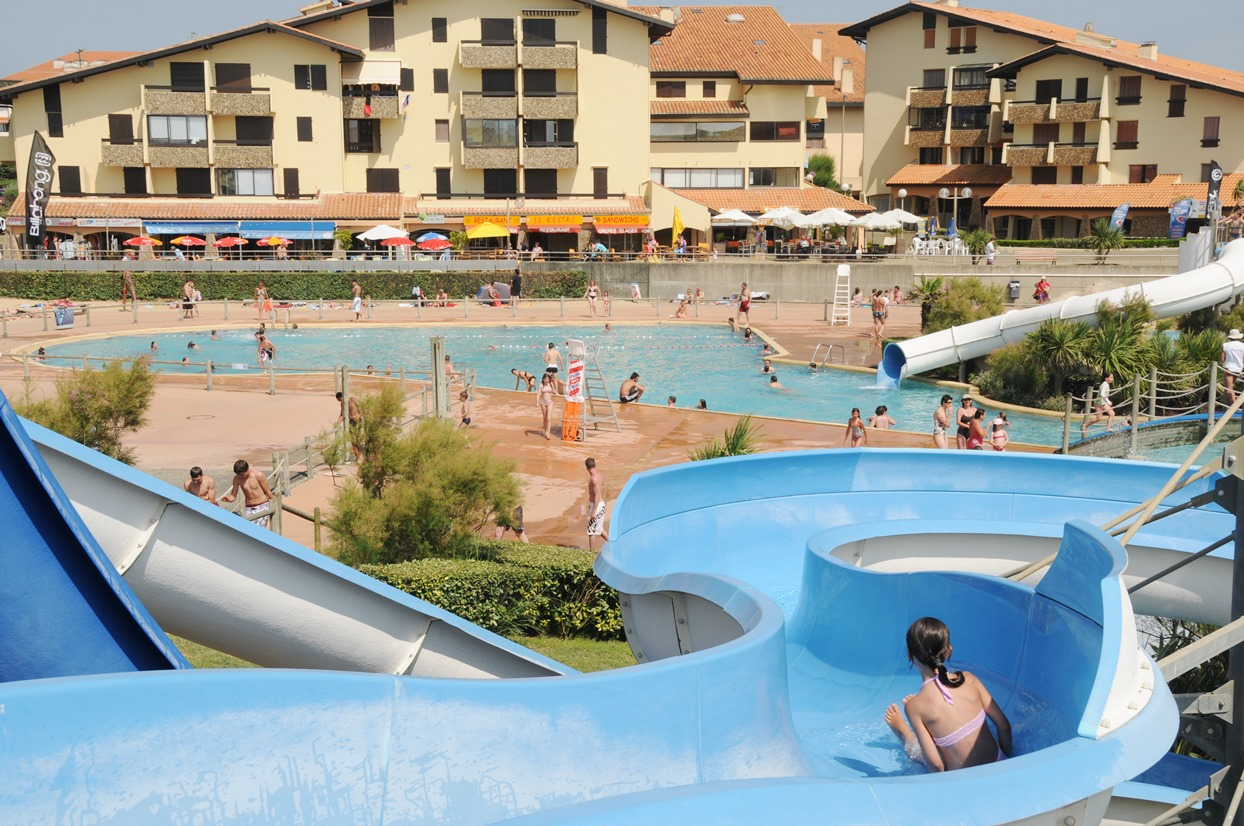
Atlantic Park
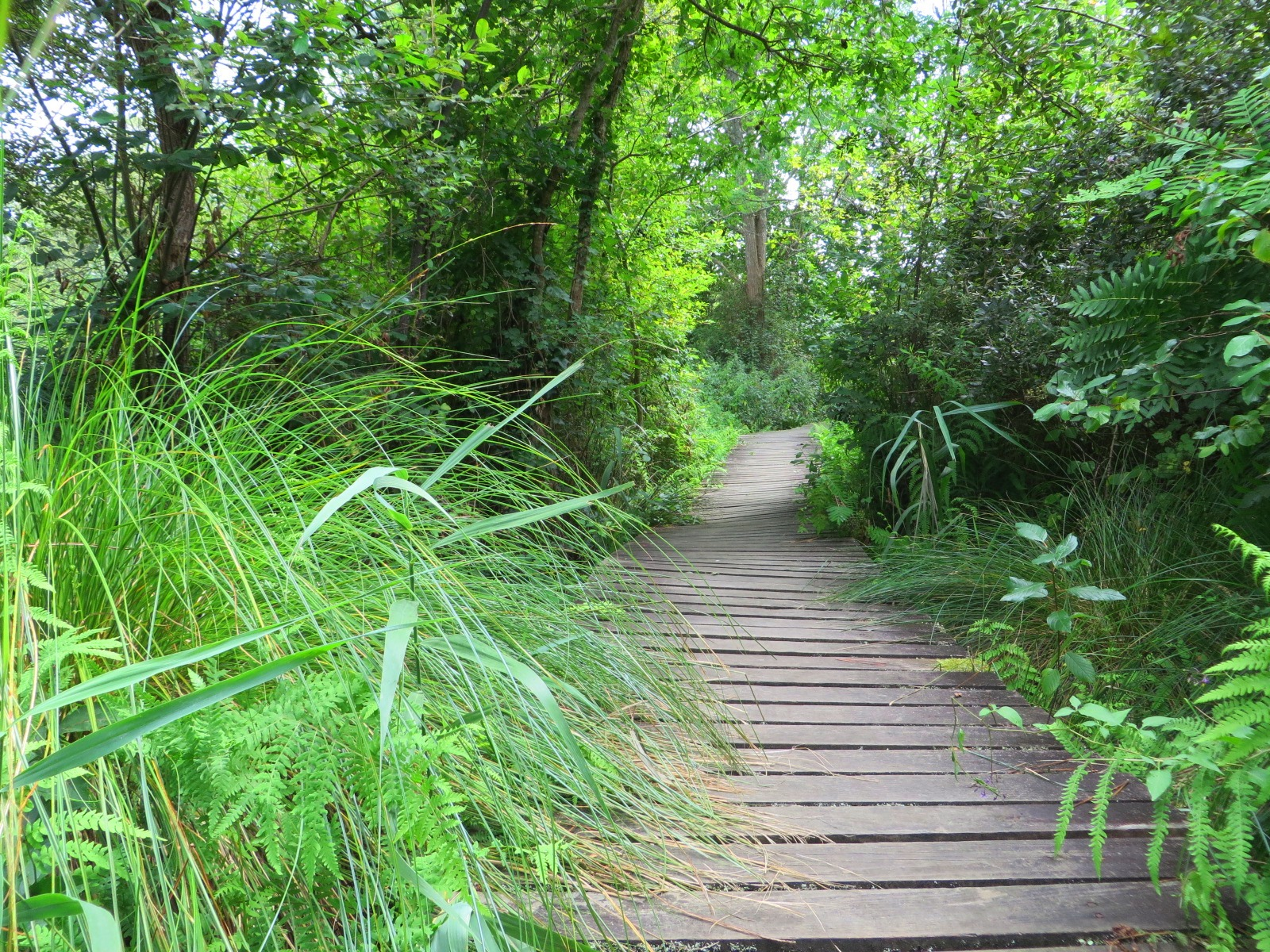
Naturschutzgebiet Etang Noir
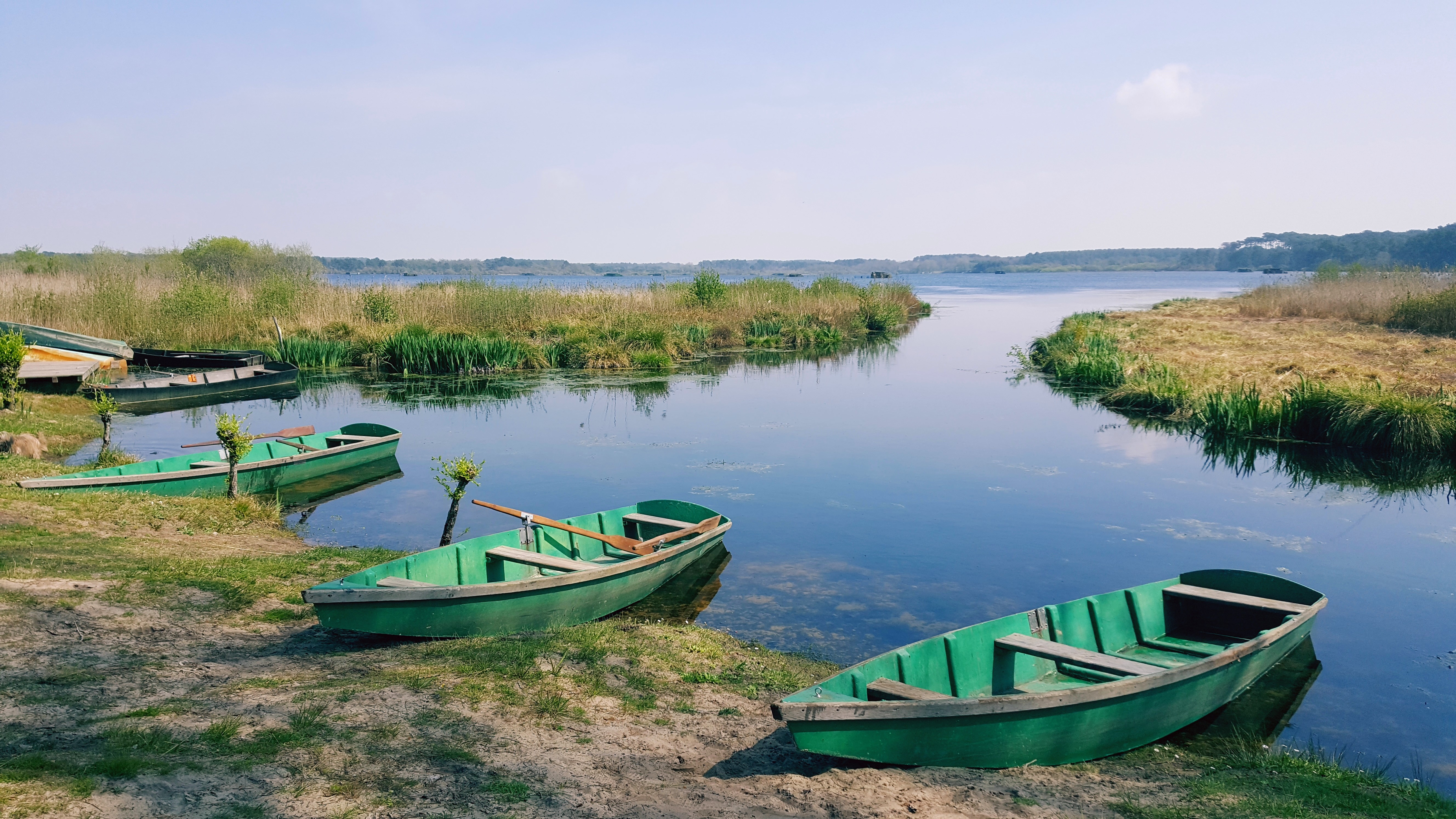
Etang Blanc

### Seignosse Océan
Der ausgewiesene Badeort am Atlantik liegt fünf Kilometer westlich von Seignosse Bourg. Er wurde in den 1970er Jahren im Rahmen einer neuen Gestaltung der Küste Aquitaniens gegründet. Der Ort bietet vier bewachte Sandstrände auf sechs Kilometern mit Geschäften, Campingplätzen und Feriendörfern.
Der Badeort wurde 2009 in Seignosse Océan umbenannt.

## Persönlichkeiten
- Ladislas de Hoyos (1939–2011), Journalist und früherer Bürgermeister von Seignosse